# Подури (Арђеш)
Подури (рум. Poduri) насеље је у Румунији у округу Арђеш у општини Корби. Oпштина се налази на надморској висини од 486 m.

## Становништво
Према подацима из 2002. године у насељу је живело 367 становника, од којих су сви румунске националности.